# 李子侯
李子侯（1938年—），浙江海鹽人。中國藝術家、教育家，擅長工筆重彩、美術教育。

## 生平
畢業於平湖師範、浙江美術學院（今中國美術學院）。師承潘天壽、陸維釗、方增先、周昌谷、顧生岳、宋忠元等人。曾任中國美術學院教授、浙江美術家協會理事。1978年任教於浙江美術學院中國畫系，曾任院學位委員、教務長副處長及中國畫系副主任、中國美術學院教授。

## 著作
出版有《李子侯畫集》、《工筆人物畫》等。